# Leucoma tafa
Leucoma tafa är en fjärilsart som beskrevs av Collenette 1951. Leucoma tafa ingår i släktet Leucoma och familjen tofsspinnare. Inga underarter finns listade i Catalogue of Life.